# أمير أباد نظريان (جهاد أباد كرمان)
امیر أباد نظریان (بالفارسية: امیرآباد نظریان) هي قرية تقع في إيران في البلدة المركزية. يقدر عدد سكانها بـ 1,571 نسمة .